# Stenocercus angel
Stenocercus angel är en ödleart som beskrevs av  Torres-carvajal 2000. Stenocercus angel ingår i släktet Stenocercus och familjen Tropiduridae. Inga underarter finns listade i Catalogue of Life.